# Junior World Golf Championships
Les Junior World Golf Championships sont des championnats du monde de golf organisés chaque année à San Diego en Californie en juillet pour six tranches d'âge entre 6 et 17 ans. Chaque catégorie d'âge joue sur un parcours différent, les plus âgés jouant sur le parcours de Torrey Pines. Créé en 1968, le tournoi compte parmi ses vainqueurs de futurs champions comme Ernie Els, Phil Mickelson, Corey Pavin, Nick Price, Craig Stadler, David Toms, Amy Alcott, Lorena Ochoa et Tiger Woods.